# Typ Pekari
Der Kühlschiffstyp Pekari wurde Mitte der 1960er Jahre von der Deutschen Werft in Hamburg für die Reederei F. Laeisz entworfen und in vier Einheiten gebaut. 1967/68 folgten zwei leicht abgeänderte Nachbauten für die Reederei Rob. M. Sloman mit etwas höherer Antriebsleistung (12.600 PS, 22,8 kn).

## Einzelheiten
Der Entwurf der sechs gebauten Einheiten fußte auf dem von derselben Werft für Laeisz gebauten Typ Puná. Der Kühlladerauminhalt betrug rund 300.000 Kubikfuß (etwa 8500 Kubikmeter). Wie schon bei den vorhergehenden Bauten, wurden die bei älteren Fruchtschiffen zur Überwachung der Ladung vorgesehenen „Fruchtalleen“ durch eine zentrale, teilautomatisierte Überwachungszentrale ersetzt. Abweichend von den vergleichbar großen, aber geringfügig älteren Schiffen Puna, Pongal und Pisang war der Pekari-Entwurf für eine deutlich höhere Geschwindigkeit ausgelegt, was außer einem leistungsstärkeren Hauptmotor eine Überarbeitung der Rumpflinien erforderte. Auch erfolgte die Aufstellung der Rettungsboote nicht mehr am hinteren Deckshaus der Ladebäume, sondern direkt mittschiffs in den Aufbauten.

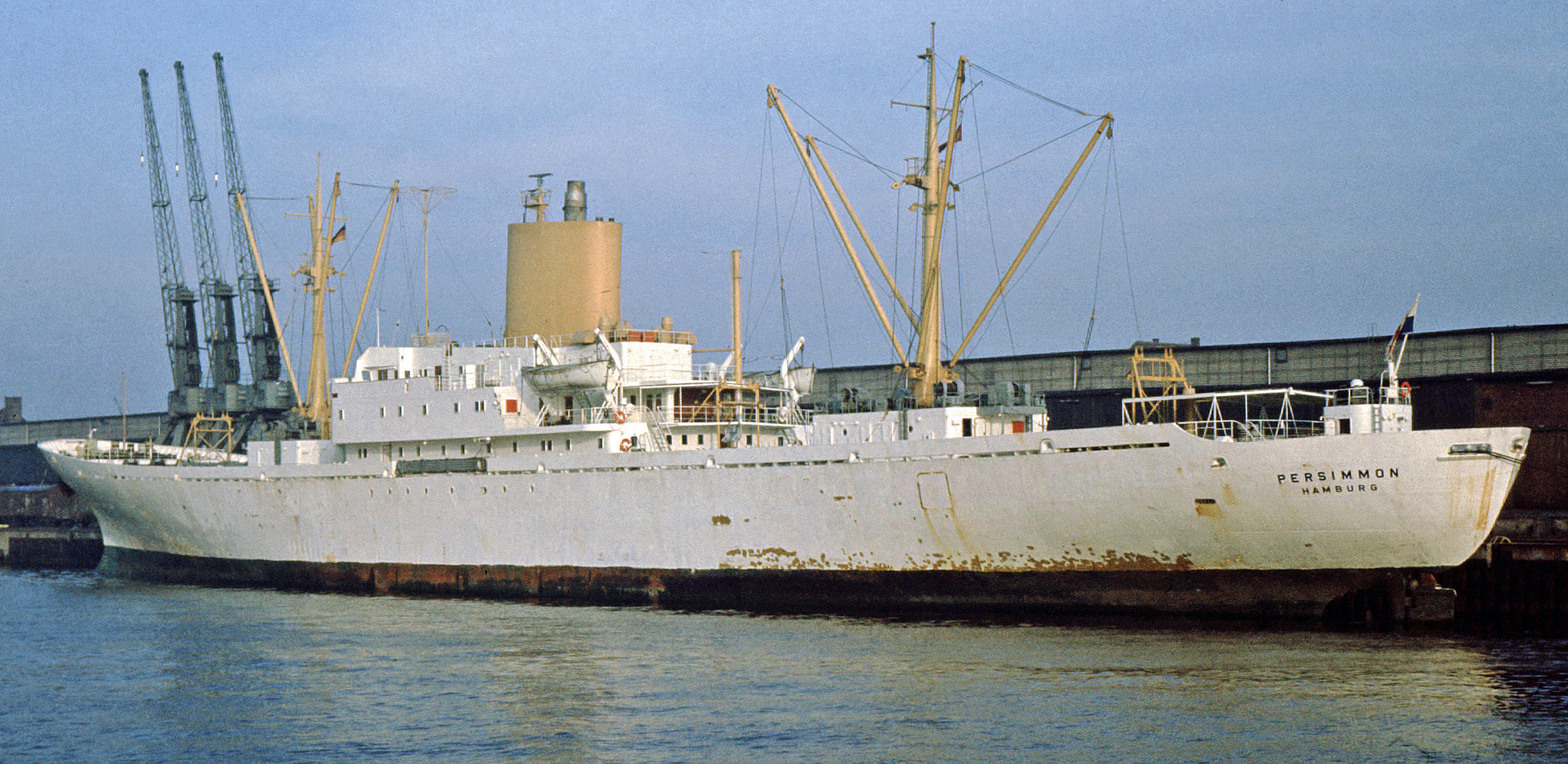
Heckansicht der Persimmon (1973)

Alle sechs Einheiten wiesen auffällige Schornsteine auf. Die vier Laeisz-Einheiten erhielten überdurchschnittlich große, aber herkömmlich geformte Schornsteine. Für die Gestaltung der Schornsteinform der beiden Einheiten für Sloman führte die Deutsche Werft aufwendige Versuchsreihen durch. Die dabei entstandene Schornsteinform mit den beiden Leitprofilen machte die beiden Sloman-Einheiten weithin erkennbar und sollte für eine bessere Ableitung des Abgasstroms und eine geringere Verschmutzung der achteren Schiffsbereiche sorgen. Die Ergebnisse der Versuchsreihen führten später auch zur unverwechselbaren Schornsteingestaltung des Kreuzfahrtschiffs Hamburg und den „Schornsteinen mit Heiligenschein“ der Hamburg-Süd-Schiffe jener Jahre.
Die Schiffe des Typs fuhren alle mehrere Jahre unter deutscher Flagge und waren zwischenzeitlich in Charter amerikanischer und skandinavischer Fruchtunternehmen. Rob. M. Sloman verkaufte seine beiden Einheiten bereit 1975 an die Sowjetunion, wo sie zu Fischtransportern umgebaut wurden. Es waren die letzten Kühlschiffe dieser Reederei. Als Fischtransporter blieben die beiden Einheiten bis in die 1990er Jahre in Fahrt und wurden dann verschrottet. Die Reederei Laeisz behielt ihre vier Schiffe bis Ende der 1970er Jahre und veräußerte sie dann an Reedereien in Hong Kong und Panama, die sie bis Mitte der 1980er Jahre einsetzten und dann zum Abbruch verkauften.

## Die Schiffe
| Schiffe des Pekari-Typs | Schiffe des Pekari-Typs                     | Schiffe des Pekari-Typs | Schiffe des Pekari-Typs | Schiffe des Pekari-Typs | Schiffe des Pekari-Typs                                                                         |
| Bauname                 | Bauwerft / Baunummer                        | IMO-Nummer              | Auftraggeber            | Indienststellung        | Spätere Namen und Verbleib                                                                      |
| ----------------------- | ------------------------------------------- | ----------------------- | ----------------------- | ----------------------- | ----------------------------------------------------------------------------------------------- |
| Pekari                  | Deutsche Werft, Hamburg / 813               | 6616980                 | F. Laeisz, Hamburg      | 28. September 1966      | 1979 United Reefer, ab 18. April 1985 in Vigo verschrottet                                      |
| Pica                    | Howaldtswerke, Hamburg / 995                | 6617001                 | F. Laeisz, Hamburg      | 8. Oktober 1966         | 1978 Grand Union, ab 21. Dezember 1985 in Aviles abgebrochen                                    |
| Pirol                   | Howaldtswerke, Hamburg / 996                | 6702674                 | F. Laeisz, Hamburg      | 21. Januar 1967         | 1979 Grand Fair, ab 25. Oktober 1985 in Lissabon abgebrochen.                                   |
| Persimmon               | Deutsche Werft, Hamburg / 818               | 6702260                 | F. Laeisz, Hamburg      | 28. Februar 1967        | 1979 Grand United, 1985 verschrottet                                                            |
| Sloman Alstertor        | Howaldtswerke-Deutsche Werft, Hamburg / 828 | 6802228                 | Rob. M. Sloman, Hamburg | 20. Februar 1968        | 1975 zum Fischtransporter Akhtarskiy Liman umgebaut, ab 7. September 1994 in Alang verschrottet |
| Sloman Alsterpark       | Howaldtswerke-Deutsche Werft, Hamburg / 829 | 6815287                 | Rob. M. Sloman, Hamburg | 12. September 1968      | 1975 zum Fischtransporter Yeyskiy Liman umgebaut, ab 14. Juni 1995 in Bombay abgebrochen        |
| Daten:                  |                                             |                         |                         |                         |                                                                                                 |